# فولفغانغ إنغلس
فولفغانغ إنغلس (بالألمانية: Wolfgang Engels)‏ هو مدرس ألماني، ولد في 1943 في دوسلدورف في ألمانيا.